# Boljkovci
Boljkovci (izvirno srbsko Бољковци) je naselje v Srbiji, ki upravno spada pod Občino Gornji Milanovac; slednja pa je del Moraviškega upravnega okraja.

## Demografija
V naselju, katerega izvirno (srbsko-cirilično) ime je Бољковци, živi 416 polnoletnih prebivalcev, pri čemer je njihova povprečna starost 48,3 let (44,9 pri moških in 51,5 pri ženskah). Naselje ima 195 gospodinjstev, pri čemer je povprečno število članov na gospodinjstvo 2,51.
To naselje je, glede na rezultate popisa iz leta 2002, večinoma srbsko, a v času zadnjih treh popisov je opazno zmanjšanje števila prebivalcev.
|  |

| Demografija | Demografija     | Demografija     |
| Leto        | Št. prebivalcev | Št. prebivalcev |
| ----------- | --------------- | --------------- |
|             |                 |                 |
|             |                 |                 |
|             |                 |                 |
|             |                 |                 |
| 1948        | 1187            |                 |
| 1953        | 1154            |                 |
| 1961        | 1088            |                 |
| 1971        | 1001            |                 |
| 1981        | 898             |                 |
| 1991        | 631             | 616             |
| 2002        | 495             | 489             |
|             |                 |                 |

| Etnična sestava po popisu iz leta 2002 | Etnična sestava po popisu iz leta 2002 | Etnična sestava po popisu iz leta 2002 | Etnična sestava po popisu iz leta 2002 | Etnična sestava po popisu iz leta 2002 |
| -------------------------------------- | -------------------------------------- | -------------------------------------- | -------------------------------------- | -------------------------------------- |
| Srbi                                   | Srbi                                   |                                        | 473                                    | 96,72%                                 |
| Ukrajinci                              | Ukrajinci                              |                                        | 1                                      | 0,20%                                  |
| Neznano                                | Neznano                                |                                        | 14                                     | 2,86%                                  |